# Eleni Boukoura-Altamoura
Eleni Boukoura-Altamoura (în greacă Ελένη Μπούκουρα-Αλταμούρα; n. 1821, Spetses⁠(d), Administrația descentralizată a Atticii⁠(d), Grecia – d. 19 martie 1900, Spetses⁠(d), Administrația descentralizată a Atticii⁠(d), Grecia), cunoscută și sub numele de Eleni Boukouras sau Helen Boukoura, a fost o pictoriță greacă din a doua jumătate a secolului al XIX-lea. Este considerată a fi prima mare pictoriță a Greciei.

## Biografie
Eleni Boukoura făcea parte din subgrupul etnic arvanit. S-a născut pe insula Spetses⁠(d) în 1821. În acel an a început Războiul de Eliberare al Greciei, iar Spetses, împreună cu insulele Hydra și Psara, a devenit una dintre cele trei bastioane ale flotei revoluționare grecești. Tatăl ei, Yannis Boukouras, era un aristocrat bogat pasionat de artă, care a participat la războiul de eliberare, iar după restaurarea statului grec a deschis unul dintre primele teatre de la Atena. Eleni a avut o înclinație pentru pictură încă de la o vârstă fragedă. Recunoscându-i talentul, tatăl ei l-a angajat pe artistul italian Raffaello Ceccoli ca profesor particular pentru fiica sa. Ea a vrut să-și continue studiile, iar în anul 1848, la vârsta de 27 de ani, a plecat la Napoli cu o scrisoare de recomandare de la Ceccoli pentru a fi primită la cursuri de un maestru italian. A urmat studii de artă la Napoli și Florența și, deoarece femeile nu aveau voie să studieze în academiile italiene, a fost nevoită să se îmbrace în haine bărbătești pentru a nu fi alungată de la cursuri.
În timp ce studia în Italia, Eleni Boukoura a început o relație cu pictorul italian Francesco Saverio Altamura (1822–1897), cu care a avut trei copii: o fiică (Sofia) și doi fii (Ioannis⁠(d) și Alessandro). Ea s-a convertit mai târziu la catolicism și s-a căsătorit cu Altamura pentru a-și legitima relația, dar soțul ei a părăsit-o în 1857 pentru a trăi cu noua lui amantă, pictorița britanică Jane Benham Hay. Eleni Altamoura s-a întors în Grecia, împreună cu doi dintre copiii ei (cu excepția fiului ei cel mic, Alessandro, care a rămas în custodia soțului ei), și s-a stabilit la Atena, unde și-a câștigat existența pictând și predând lecții de pictură fetelor din înalta societate. În anul 1872, după îmbolnăvirea fiicei ei, Sofia, de tuberculoză, Eleni s-a mutat împreună cu ea în casa părintească de pe insula Spetses, pentru a-i oferi condiții de viață mai sănătoase. Sofia a murit însă de pe urma acestei boli înainte de sfârșitul anului, la vârsta de 18 ani, iar mai apoi Eleni Altamoura s-a întors la Atena. În 1876, fiul ei, Ioannis⁠(d), el însuși un renumit pictor de peisaje marine, și-a încheiat studiile artistice la Copenhaga și s-a întors să locuiască cu mama sa la Atena. La fel ca și sora lui, Ioannis s-a îmbolnăvit de tuberculoză și a murit în mai 1878. Moartea celor doi copii i-a provocat o cădere de nervi și a dus-o la nebunie. După moartea lui Ioannis, Eleni Altamoura a ars o mare parte a propriilor sale lucrări și unele dintre picturile fiului ei și s-a retras din societate.
S-a întors la un moment dat pe insula Spetses, unde a murit uitată de aproape toată lumea în anul 1900. A fost înmormântată în Cimitirul „Sfânta Ana” din Spetses. Rămășițele ei pământești, împreună cu cele ale Sofiei și ale lui Ioannis, au fost reîngropate de urmașii lor în Primul Cimitir din Atena, lângă mormintele altor membri ai familiei Boukouras-Altamouras.

### Moștenire
Eleni Boukoura este considerată una dintre primele mari artiste din Grecia modernă. Viața ei tragică a făcut obiectul romanului Eleni sau nimeni al scriitoarei grece Rhea Galanaki⁠(d), care a fost ulterior adaptat într-o piesă de teatru, precum și al trilogiei teatrale Fulger în pădure – Spațiu deschis – Eleni Altamoura a dramaturgului grec Kostas Asimakopoulos. Piesa lui Asimakopoulos a stat la baza filmului Iubire elenă (2012) al regizorului român Geo Saizescu, în care rolul Elenei Boukoura-Altamoura a fost interpretat de Georgiana Saizescu.
În 2011 regizorul grec Kleoni Flessa a realizat un documentar despre viața lui Eleni Boukoura-Altamoura.

## Galerie

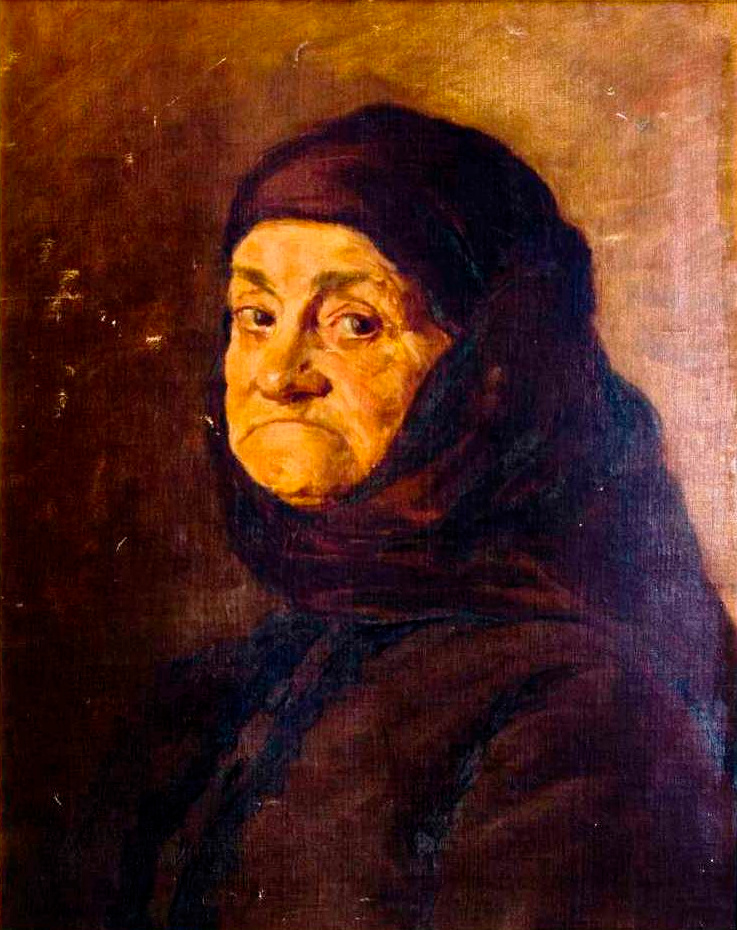
Portretul mamei pictoriței, Maria Boukouri, Eleni Boukoura-Altamoura, ulei pe pânză, ca. 1850
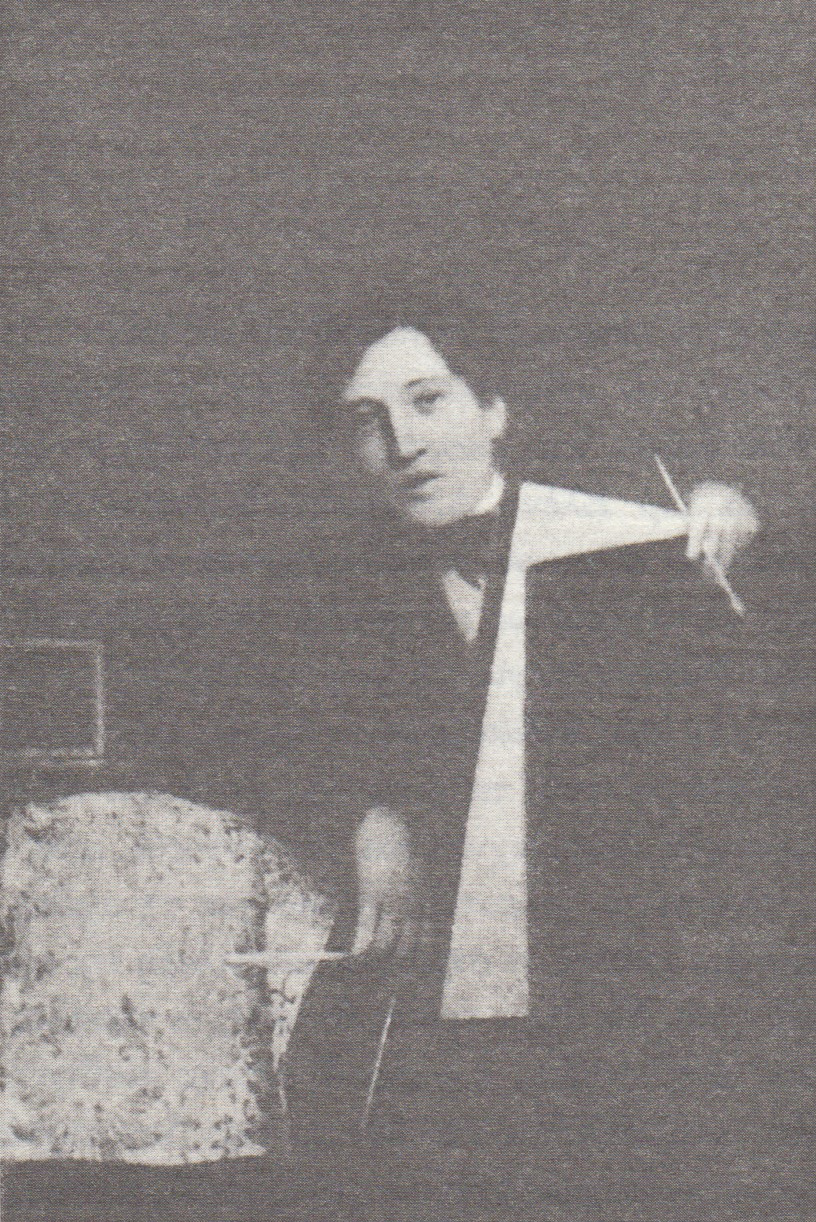
Eleni Boukoura-Altamoura în îmbrăcăminte bărbătească, fotografie, ca. 1850
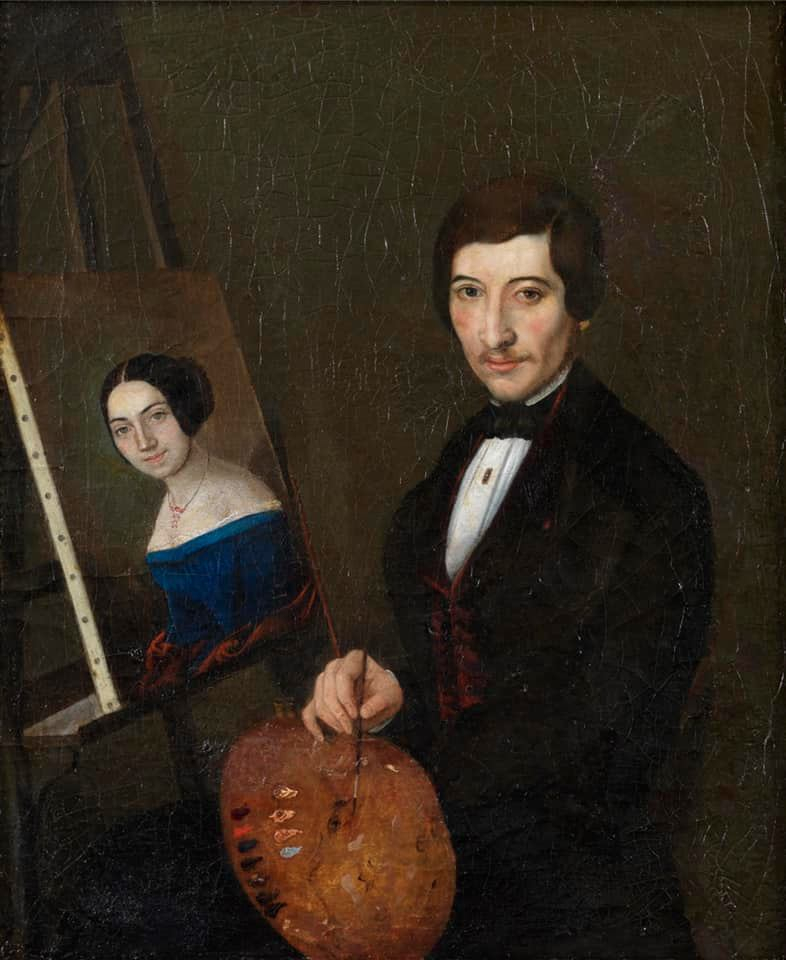
Autoportret în haine bărbătești, pictând portretul lui Jane Benham Hay, Eleni Boukoura-Altamoura, ulei pe pânză, dată necunoscută
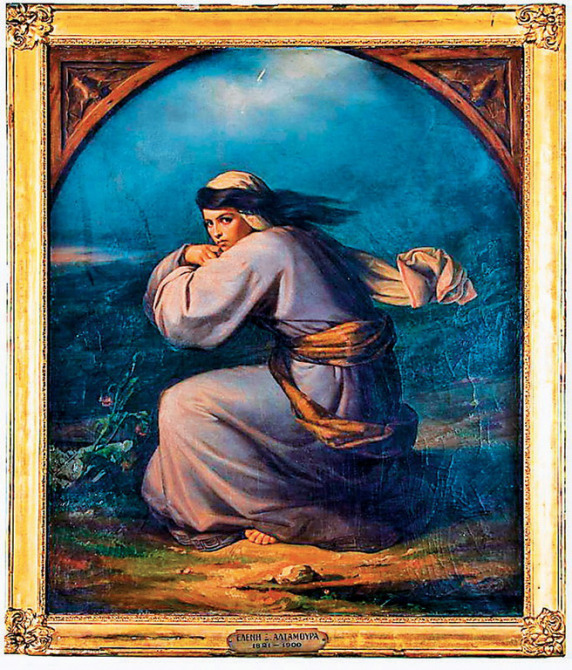
Disperare, Eleni Boukoura-Altamoura, ulei pe pânză, 1852
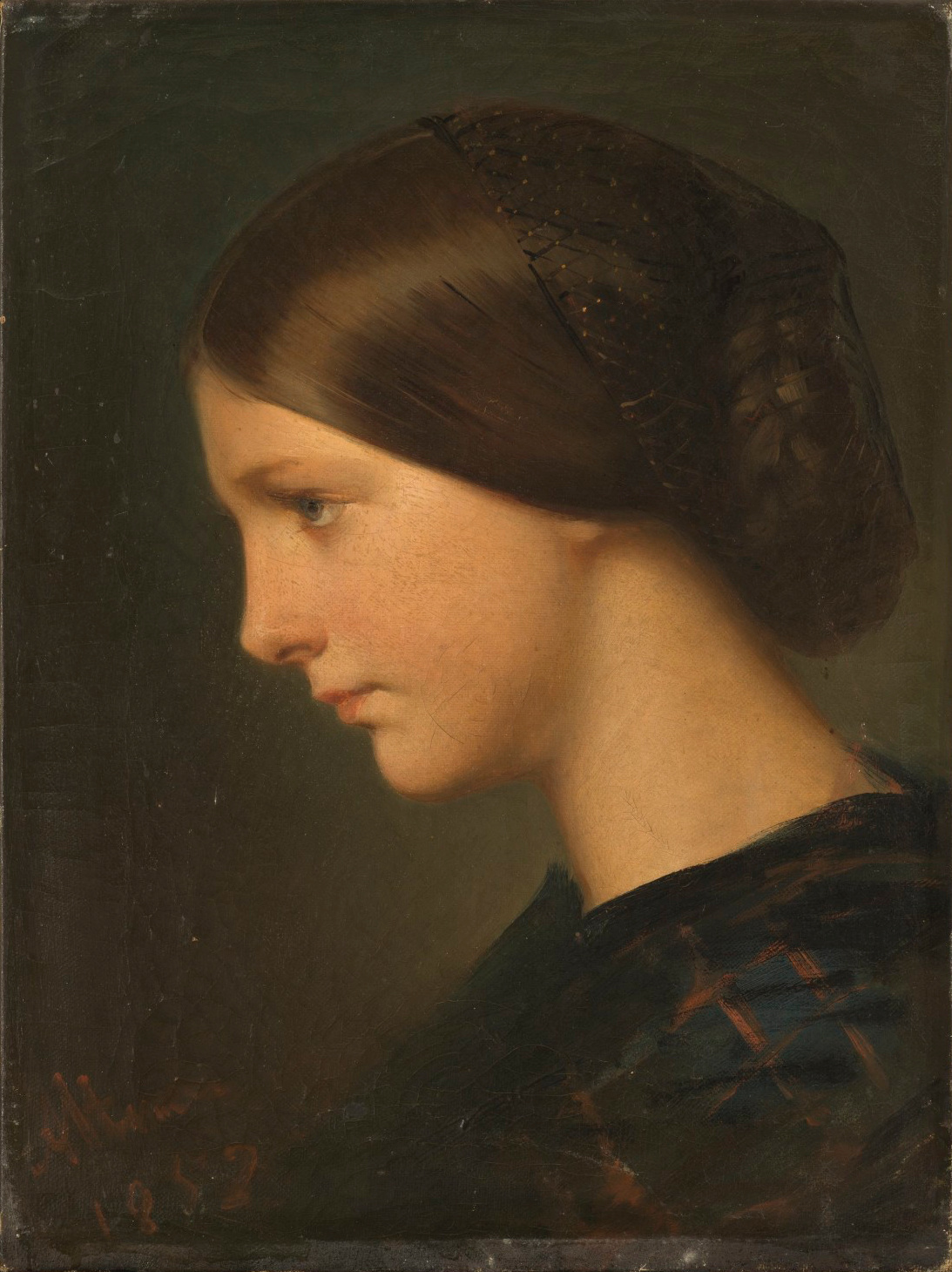
Profilo di donna (probabil prima sa soție, Eleni Boukoura), Francesco Saverio Altamura, ulei pe pânză, 1852